# Élection présidentielle américaine de 1992 en Louisiane
L'élection présidentielle américaine de 1992 en Louisiane a eu lieu le 3 novembre 1992, dans le cadre de l'élection présidentielle américaine de 1992. Les électeurs de l'État ont choisi neuf représentants, ou grands électeurs, pour le Collège électoral, qui ont voté pour le président et le vice-président.
La Louisiane a été remportée par le gouverneur de l'Arkansas Bill Clinton, marquant un revirement significatif par rapport aux résultats de 1988, lorsque le candidat républicain George H. W. Bush avait remporté l'État avec 54 % des voix et une marge à deux chiffres. Clinton a gagné dans la plupart des paroisses et des districts congressionnels de l'État, dominant notamment dans les zones rurales.
Le candidat indépendant Ross Perot a recueilli 11,81 % des voix, un score solide pour un candidat tiers, bien que ce fût son sixième État le plus faible. Perot a obtenu ses meilleurs résultats dans les paroisses de la région sud-ouest de l'Acadiane, atteignant presque 23 % des voix dans la paroisse de Cameron.

## Contexte
La Louisiane a perdu un district congressionnel à la suite du recensement de 1990. 
La Louisiane, avec ses 9 grands électeurs en 1992, était un État clé dans le Sud profond, une région traditionnellement conservatrice. Cependant, la Louisiane avait une histoire de basculement occasionnel entre les partis, influencée par des facteurs comme la religion, les tensions raciales, et les préoccupations économiques.
Le pourcentage d'électeurs inscrits en Louisiane qui étaient républicains est passé de 16,4 % en 1988 à 19,1 % en 1992, tandis que le chiffre pour les démocrates a diminué de 75,2 % à 71,3 %.

## Résultats
| Inscrits                 | Inscrits                 | Inscrits                 | 2 292 129 |             |  |  |
| Abstentions              | Abstentions              | Abstentions              | 492 533   | 21,49 %     |  |  |
| Votants                  | Votants                  | Votants                  | 1 799 596 | 78,51 %     |  |  |
|                          |                          |                          |           |             |  |  |
| Bulletins enregistrés    | Bulletins enregistrés    | Bulletins enregistrés    | 1 799 596 |             |  |  |
| Bulletins blancs ou nuls | Bulletins blancs ou nuls | Bulletins blancs ou nuls | 9 579     | 0,53 %      |  |  |
| Suffrages exprimés       | Suffrages exprimés       | Suffrages exprimés       | 1 790 017 | 99,47 %     |  |  |
|                          |                          |                          |           |             |  |  |
|                          | Candidat                 | Parti                    | Suffrages | Pourcentage |  |  |
|                          | Bill Clinton             | Parti démocrate          | 815 971   | 45,58 %     |  |  |
|                          | George H. W. Bush        | Parti républicain        | 733 386   | 40,97 %     |  |  |
|                          | Ross Perot               | Sans étiquette           | 211 478   | 11,81 %     |  |  |
|                          | Autres candidats         | -                        | 29 182    | 1,63 %      |  |  |

## Analyse
Les zones rurales et suburbaines de la Louisiane, notamment dans le nord de l'État et autour de Baton Rouge, ont largement soutenu Bush.
Clinton a fait des percées significatives dans les régions urbaines comme La Nouvelle-Orléans, grâce au soutien des électeurs afro-américains et des syndicats.
La campagne de Ross Perot, centrée sur le déficit budgétaire et l’économie a attiré les électeurs indépendants et les modérés, fragilisant la coalition républicaine.